# Кейп-код
О полуострове см. Кейп-Код

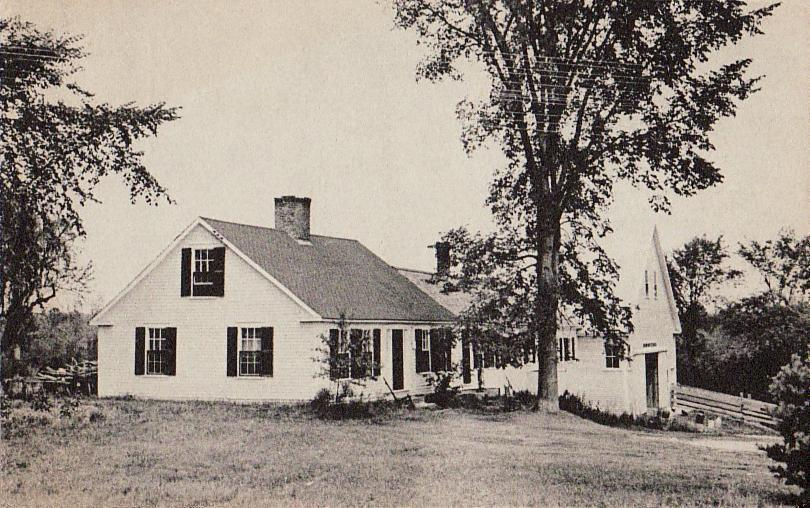
Пример дома типа «кейп-код»

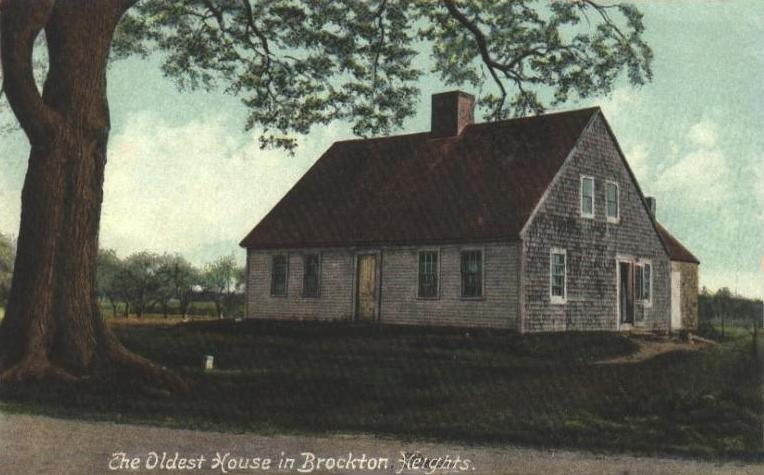
Дом в стиле кейп-код, штат Массачусетс

Кейп-код (Cape Cod) — традиционный тип североамериканского сельского (загородного) дома XVII-XX веков. Характеризуется в первую очередь симметричностью фасада, деревянной наружной отделкой или деревянным каркасом, мансардными выступающими окнами. Название дано по полуострову Кейп-Код, где селились первые переселенцы из Англии.
Когда британские колонисты отправились в Новую Англию, они принесли в новый свет тот тип жилища, который многие века использовали у себя на родине. Современные дома в стиле кейп-код можно встретить во всех частях Северной Америки; в них можно видеть прямое продолжение английской традиционной архитектуры.
Для домов в стиле кейп-код характерен лаконизм, отсутствие декора. Дома были разработаны специально для легкого строительства и эффективного энергосбережения. Низкие потолки и центральный дымоход были востребованы как в Великобритании, так и во время суровых зим в северных колониях. Крутой скат крыши предназначен на случай крупных снегопадов.
Современные дома в стиле «кейп-код» практически всегда содержат элементы других стилей, таких, как «бунгало», «ранчо», «тюдор» и «крафтсмен».

## История
Первые дома в стиле кейп-код были построены в США английскими колонистами, которые приехали в Америку в конце XVII века. Они смоделированы свои дома по примеру фахверковых, но адаптировали стиль под изобилующую штормами погоду Новой Англии. За несколько поколений появились более крупные, габаритные представили стиля.
Преподобный Тимоти Дуайт, президент Йельского университета, окрестил дома старинного пошиба термином «кейп-код» и выделил их как особый класс американского жилища. Этот стиль вновь стал востребован в начале XX века, особенно в 1930-е годы.
После Второй мировой войны архитектор Роял Барри Уиллс (англ.) способствовал распространению типа для строительства небольших домов в пригородных районах по всей территории США. В то время было налажено недорогое и массовое производство домов в этой манере.

## Характерные особенности
в Великобритании

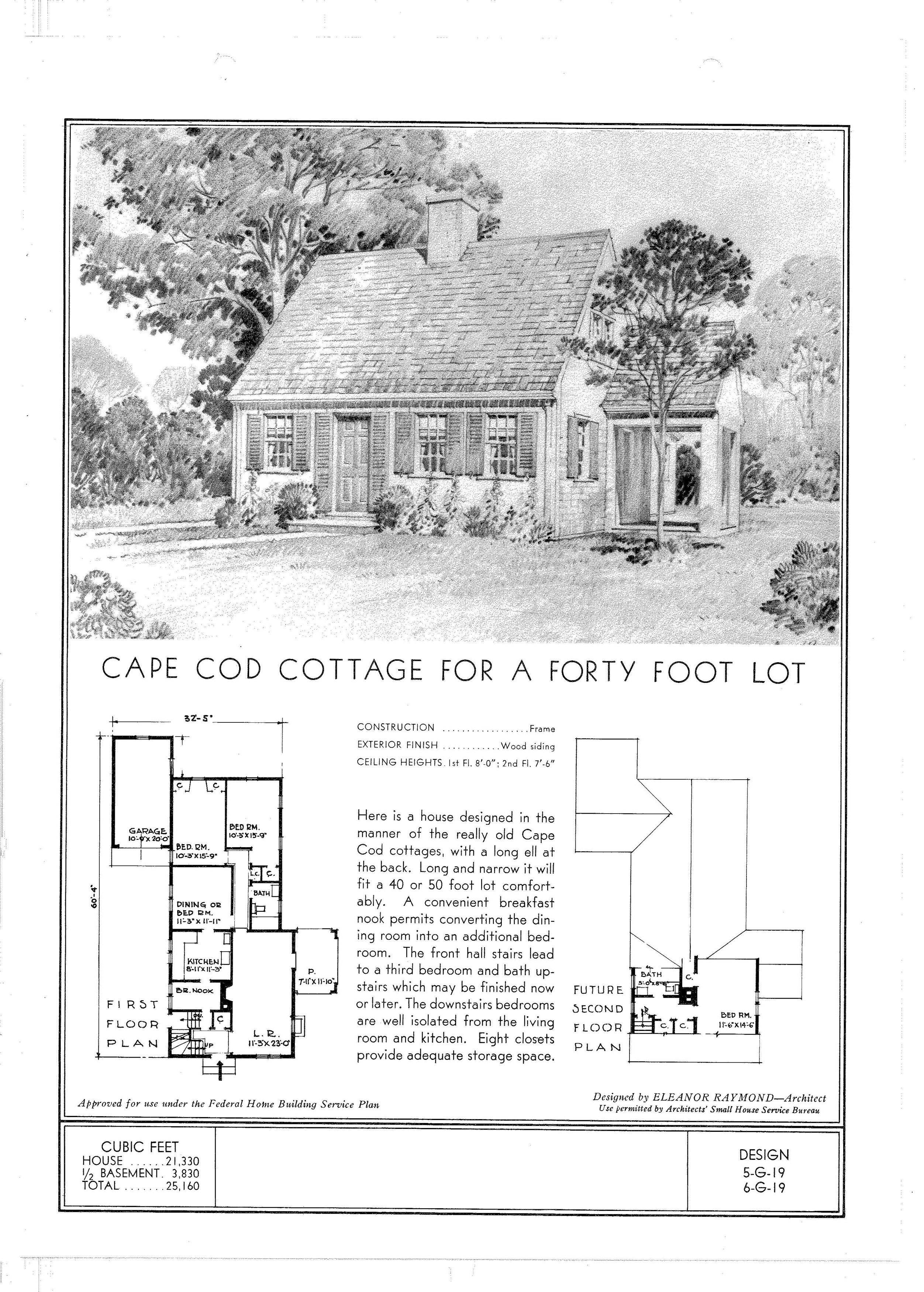
Стандартный план дома на одну семью (1940 год)

— крутой скат крыши с боковыми фронтонами;
— 1 или 1  ½ этажа;
— построен из дерева, обшит вагонкой, крыша — черепица;
— внешний сайдинг могут оставить неокрашенным, чаще всего имеет белый цвет;
— большой центральный дымоход связан с камином в каждой комнате;
— строгая прямоугольная форма;
— входная дверь чаще всего в центре;
— дважды застекленные окна;
— паркетные полы;
— интерьер в светлых тонах.
в США
Дома в стиле кейп-код, построенные в XX веке, имеют много общего со своими колониальными предками, но есть и принципиальные отличия. Современный стиль, как правило, включает мансардные окна и трубы часто располагаются по бокам, а не в центре. Ставни на современных домах строго декоративные, чаще всего они не могут быть закрыты во время шторма.
Дополнения к стилю кейп-код, которые появились в XX веке:
— выступающие мансардные окна с фронта;
— камин размещён на одном или обоих концах, а не в центре;
— декоративные ставни;
— гараж или дополнительная комната прикреплены к одной из сторон здания;
— кроме традиционных материалов используются камень, кирпич.
— просторные мансардные и хорошо оборудованные помещения.